# Taiping-Aufstand

Gebiete des Taiping-Aufstands (Provinzgrenzen von vor 1858):
Gebiete, die vom Taiping-Aufstand erfasst wurden
Frühes Königreich Taiping
Spätes Königreich Taiping

Der Taiping-Aufstand (1851–1864) war eine Konfrontation zwischen dem Kaiserreich China unter der niedergehenden Qing-Dynastie und der Taiping-Bewegung. Diese religiöse und zunehmend politische Gruppierung hatte der Mystiker Hong Xiuquan (洪秀全) nach Kontakten mit christlichen Missionaren und eigenen krankheitsbedingten Visionen gegründet. Die mit dem Jintian-Aufstand beginnende Bewegung war nach dem Tàipíng Tiānguó (太平天囯) benannt, dem Himmlischen Reich des Großen Friedens, welches von den Aufständischen ausgerufen wurde. Die Bewegung wurde vorwiegend von ethnischen Minderheiten getragen, die sich durch die Zentralregierung benachteiligt oder unterdrückt fühlten.
Im Taiping-Aufstand starben 20 bis 30 Millionen Menschen – er war damit der opferreichste Bürgerkrieg der Menschheitsgeschichte.

## Ursachen und Ursprünge
Zur Mitte des 19. Jahrhunderts war China von vielen Problemen gezeichnet. Eine Reihe von Naturkatastrophen hatte das Land getroffen. Die Qing-Dynastie war nicht in der Lage, die unter anderem durch hohes Bevölkerungswachstum und eine verkrustete Bürokratie verursachten ökonomischen Probleme zu lösen. Dazu kamen 1813 der Aufstand der Acht Trigramme sowie militärische Niederlagen gegen westliche Mächte (vgl. Opiumkriege).
In den südlichen Provinzen Guangxi und Guangdong war das soziale Gefüge durch Piratenunwesen (besonders 1795–1809), die Aktivitäten der Triaden und den lukrativen Opiumhandel der Briten (1820er, 1830er) besonders unterminiert. Demobilisierte Söldner aus dem Ersten Opiumkrieg (1839–1842) betätigten sich als Banditen, zudem verdrängte die britische Flotte die Piraterie ins Landesinnere, d. h. in das Flusssystem Guangxis. Im Übrigen ging der Aufstieg Shanghais auf Kosten des traditionellen Handels über Kanton und erzeugte dort Arbeitslosigkeit.
Zum eigentlichen Entstehen der Taiping-Bewegung führten jedoch ethnische Konflikte, durch die ausgestoßene Gruppen in ihrem Überlebenskampf für neue Ideen empfänglich wurden. In den Jahren 1836 und 1847 gab es z. B. zwei Aufstände der Yao-Minderheit, hinter denen der importierte Weißer-Lotus-Kult und die Triaden standen, welche die Minderheitenkonflikte für sich zu nutzen wussten. Eine weitere Revolte von 1849 (nach einer Hungersnot) wusste ebenfalls die Minderheiten für sich zu mobilisieren.
Da von der korrupten und unfähigen Verwaltung keine Hilfe zu erwarten war, führten sämtliche Problembereiche dazu, dass die Landbevölkerung Selbstverteidigungs-Organisationen (t'uan) bildete und lokale Milizen entstanden.

## Hong Xiuquan und die Sektengründung
Hong Xiuquan (1814–1864) gründete seine Sekte um 1847 im Süden Chinas. Der Sohn eines Hakka-Nomaden aus der Umgebung von Kanton wollte ursprünglich Beamter werden. Aber er fiel in den Beamtenprüfungen viermal durch (das erste Mal im Jahr 1827 im Alter von 14; ein zweites Mal im Jahr 1836; das dritte Mal im Jahr 1837; und schließlich ein viertes Mal im Jahr 1843). Nachdem er beim zweiten Versuch durchgefallen war, traf er auf einen christlichen Missionar (vermutlich ein Amerikaner mit dem Namen Roberts), der predigte und ihm neun kurze  Kapitel mit der Aufschrift Gute Worte zur Ermahnung der Welt (勸世良言) zum Lesen gab. Der Autor dieser Schrift, Liang Fa (1789–1855), sollte einen maßgeblichen Einfluss auf Hong ausüben. In dem Büchlein wurden die Allmacht Gottes, die Schande der Sünde und der Vielgötterei sowie die Entscheidung zwischen Erlösung und Verdammnis thematisiert. Der Historiker Philip A. Kuhn schreibt, dass Liangs Schrift nach seinem Wissensstand die einzige schriftliche Quelle für Hong gewesen sei. Diese Schriften wirkten nicht sogleich einflussreich auf Hong, doch nach einiger Zeit sollten sie ihm zum religiös-ideologischen Unterbau dienen.
Nach dem dritten Scheitern bei der Beamtenprüfung (1837) wurde Hong schwer krank und lag tagelang in seinem Bett. Bei den hierbei auftretenden Halluzinationen träumte er von einer Himmelfahrt, bei der seine inneren Organe ersetzt wurden und die somit eine Art spirituelle Wiedergeburt bewirkte. Außerdem erschienen ihm ein bärtiger Greis auf einem Thron und ein Mann in mittleren Jahren, welche er später anhand der Schrift Gute Worte zur Ermahnung der Welt (勸世良言) als Gottvater (Jehova) und Jesus identifizierte. Seitdem hielt er sich selbst für den „Kleinen Bruder Jesu“. Im Jahr 1843 fiel Hong schließlich ein viertes und letztes Mal durch die Beamtenprüfung. Dieses Mal fiel Hong allerdings nicht wieder in Depressionen, sondern wendete sich, gestärkt von seinen Visionen und seiner neu gewonnenen religiösen Überzeugung, aktiv gegen das politische System und rief zum Aufstand auf. Er verlor seinen Posten als Lehrer und scharte in der zerrütteten Gesellschaft rasch mehr als 20.000 Anhänger um sich.
Das wurde ihm möglich, indem er die ethnischen Konflikte ausnutzte: Mitte der 1840er Jahre zielten seine ersten Schriften noch auf eine Vereinigung christlicher und konfuzianischer Moralvorstellungen ab. Doch durch die Verbindung seiner religiösen Visionen und moralischen Vorstellungen mit den Angelegenheiten der bedrängten Hakka-Gemeinschaft – verstreut lebende Immigranten ohne Miliz, nur verbunden durch ihre Sprache – wurde Hongs Mission schlagartig politisch. Feng Yunshan, ein Schulfreund und Cousin Hongs († 1852), hatte sich jahrelang bei den Hakka-Gemeinden aufgehalten, sie bekehrt und organisiert, um in den ethnischen Auseinandersetzungen mit den Han-Chinesen bestehen zu können. Neue Anführer traten hinzu, als Feng vorübergehend festgenommen und deportiert wurde. Auch sie erkannten Hongs religiöse Autorität an.
So trat ein Waffenfabrikant in die Sekte ein, da er als Angehöriger der Miao von den Han-Chinesen verachtet wurde und sich bei seinen Nachbarn revanchieren wollte.
So mit Waffen ausgerüstet, beging die Gruppe erste Überfälle, die in der schlecht verwalteten Provinz zunächst gewöhnlichen Verbrechern zugeschrieben und daher nicht sonderlich beachtet wurden. Im Sommer 1849 waren diese Hakka-Gemeinschaften eine mehr oder weniger geschlossene religiös-politische Bewegung geworden. „The Hakka communities were now [im Sommer 1849] in full flood of religious ecstasy, an ecstasy that their leaders readily bent to the service of political authority.“ („Die Hakka-Gemeinschaften waren nun in religiöser Ekstase eingetaucht; eine Ekstase, die ihre Führer ohne Weiteres in den Dienst der politischen Autorität stellten.“)

## Der Jintian-Aufstand und der Marsch auf Nanjing
Die Sekte wurde schließlich verfolgt, was unter den verschärften Bedingungen der Hungersnot von 1849/50 zu einem Guerillakrieg zwischen den Hakka und anderen Gruppen führte. Den Anführern der Sekte wurde klar, dass sie sich in Guangxi nicht länger halten konnten und dass sie in einen offenen, großflächigen Aufstand treten mussten. Sie versammelten sich im Juli 1850 in Jintian (daher auch: Jintian-Aufstand) und zogen nordwärts. Vom Kaiserhof wurden die Rebellen schließlich im Oktober 1850 wahrgenommen, aber der zu ihrer Bekämpfung eingesetzte Lin Zexu verstarb noch auf dem Weg, und seine Nachfolger waren unfähig, die diversen Provinzstreitkräfte und Söldner zu koordinieren.
Am 11. Januar 1851 rief Hong Xiuquan das Taiping-Königreich aus, proklamierte sich zu dessen „Himmlischen König“ und erhielt zunehmend Zulauf von der Landbevölkerung, darunter insbesondere Kohlebrenner, arbeitslose Flussschiffer, Tagelöhner, Lastenträger und Bergarbeiter, zudem Räuber, Piraten und desertierte Soldaten. Besonders zahlreich waren dabei Angehörige der Hakka, Miao und Yao vertreten. Anfangs war auch eine erhebliche Anzahl Triaden-Mitglieder dabei, doch diese konnten sich nur schwer eingliedern. Trotz des Zulaufs und aller Entschlossenheit fügten die Taiping den kaiserlichen Truppen im Verlauf eines Feldzuges über Guilin nach Hunan nicht nur Niederlagen zu, sondern erlitten auch welche: Im Juni 1852 wurde Feng Yunshan, bis dahin der politische Kopf der Organisation, von einem kaiserlichen Söldnerbataillon auf dem Weg nach Hunan gestellt, besiegt und getötet. Hongs fähigster Feldherr, ein ehemaliger Holzkohlebrenner namens Yang Xiuqing, wurde nun mit dem Namen „König des Ostens“ betitelt und war somit de facto der Anführer der Armee.
In den folgenden Monaten wurde aus einem unbedeutenden Provinzaufstand eine Massenbewegung, die über Zentralchina hereinbrach, und im September 1852 befehligte Yang vor Changsha bereits 120.000 Mann. Nach der Eroberung von Wuhan waren es dann über 500.000 Mann, und mit diesen wandte sich Yang nach Nanjing und schloss es am 8. März 1853 ein. Elf Tage später wurde Nanjing eingenommen, wobei 30.000 kaiserliche Soldaten und tausende Zivilisten getötet wurden. Die gewöhnliche Bevölkerung der Stadt sollte verschont werden, wenn sie das Schriftzeichen für Unterwerfung auf ihre Tür malte und Tee bereitstellte. Nanjing wurde Hauptstadt des Himmlischen Königreichs und als solche in Tianjing (Himmlische Hauptstadt) umbenannt. Da Hong Xiuquan der Gouverneurspalast nicht groß genug erschien, ließ er ihn abreißen und eine neue „Verbotene Stadt“ von fünf Kilometern Durchmesser errichten.

## Ideologie
Die Taiping verbanden antimandschurische, religiöse und sozialrevolutionäre Gedanken: Zum einen rechtfertigten sie sich als Kämpfer gegen die mandschurische Qing-Dynastie, d. h. nördliche Barbaren, die den Thron als Fremdherrscher usurpiert hätten und entsprechend grausam und korrupt regierten. Zum anderen machten sie sich nicht die Mühe, ihre christlich beeinflusste religiöse Botschaft zu verbergen, sondern stellten die Mandschu offen als die Inkarnation des Bösen dar, gegen die sie mit ihrem himmlischen Mandat ankämpfen müssten. Die Verbote von Alkohol, Opium und Tabak sowie die Trennung von Männern und Frauen gehörten zu diesem Weltbild dazu. Die Taiping griffen nicht nur auf christliche, sondern auch auf taoistische, buddhistische und konfuzianische Gleichheitsideale zurück, z. B. die im Buch der Riten gepriesene „Große Harmonie“. Erleichtert wurde ihre Botschaft der universellen Brüderlichkeit dadurch, dass Teile der Gesellschaft in dem Gegensatz von arm und reich die Rechtfertigung zur Rebellion sahen und dass unter der gesellschaftlichen Oberfläche in China stets utopisches Denken existierte (vgl. z. B. Weißer Lotus). Privateigentum und Ausbeutung wurden verurteilt mit dem Hinweis, dass alles Eigentum eigentlich Gott (bzw. in dessen Vertretung dem Staat) gehöre.

## Armee
Die Armee der Aufständischen war durch hohe Disziplin und Fanatismus gekennzeichnet. Die Soldaten trugen rote Jacken, blaue Hosen und (unter Abschaffung des Mandschu-Zopfes) lange Haare. Simples Banditentum in ihren Reihen wurde durch die strenge Disziplin so weit wie möglich unterdrückt. Wer zum Beispiel nicht vor einem vorbeigehenden Befehlshaber niederkniete, wurde sofort getötet.
Entsprechend den Bräuchen der südchinesischen Hakka-Kultur nahmen auch Frauen an dem Kriegszug teil und konnten auch als Offiziere dienen; ab dem Alter von 16 Jahren standen ihnen gleiche Landrechte zu. Eine Neuerung aufgrund der christlichen Motivation war die (zunächst) getrennte Unterbringung von Männern und Frauen auf den Feldzügen in getrennten Lagern. Sexualkontakt (auch zwischen Eheleuten) wurde mit dem Tod bestraft; neue Heiraten waren untersagt. Nach 1855 musste man diese Regeln aber stark lockern und letztlich sogar ins Gegenteil umkehren, weil sie schlecht für die Moral waren. Insbesondere die Führung selbst befolgte die Regeln nicht. Hong Xiuquan wurde nachgesagt, dass unter ihm tausende von Beamtinnen als Konkubinen gedient haben sollen.
Die Kämpfe waren extrem brutal, wobei wenig Artillerie, aber große Mengen an Menschen mit Handwaffen eingesetzt wurden. Allein in der Dritten Schlacht von Nanjing (1864) wurden innerhalb von nur drei Tagen 100.000 Menschen getötet.

## Verwaltung

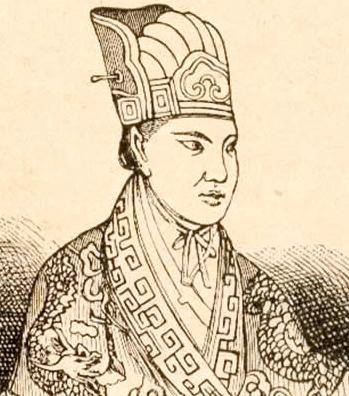
Hong Xiuquan – selbst ernannter himmlischer König von Taiping Tianguo

Unter dem „Himmlischen König“ Hong Xiuquan war das Gebiet an Könige und Prinzen verteilt. Ursprünglich gab es vier dieser Könige, da das Territorium entsprechend den Himmelsrichtungen in vier Gebiete eingeteilt war, und dazu kam ein beigeordneter fünfter König. Jeder dieser Könige hatte sein eigenes Sekretariat, das nach dem Vorbild der traditionellen „sechs Ministerien“ funktional gegliedert war. Ein komplettes administratives Chaos wurde nur dadurch verhindert, dass sich der Ost-König Yang Xiuqing zu einer Art Premier machte und die gesamte Bürokratie koordinierte, zudem als Oberbefehlshaber der Armeen sämtlicher Könige anerkannt wurde.
Der Himmlische König führte auch ein Hofzeremoniell ein, das er dem Volkstheater abgeschaut hatte. Seine Regierung war eine theokratische und militärische Diktatur. Die Elite kam aus Guangxi und besetzte sämtliche substanziell bedeutenden Posten. Aber weder die dortigen ethnischen Minderheiten noch die Triaden hatten die Kapazitäten, die soziale Theorie für eine durchgehende und nachhaltige soziale Revolution in der Han-Landbevölkerung zu entwickeln. Um die Bewegung hier auf eine breitere Basis zu stellen, griffen die Taiping auf die etablierte chinesische Beamtenprüfung zurück und modifizierten sie entsprechend ihren Vorstellungen. Die konfuzianisch gebildete Elite konnte so zwar nicht für die Sache der Taiping gewonnen werden, aber immerhin hatten die Absolventen dieser Prüfungen nun eine breitere soziale Basis vorzuweisen.
Von den großen Städten abgesehen war die Zivilverwaltung äußerst schwach, denn unterhalb der Distrikt-Ebene (xian) griffen die Taiping praktisch nicht in die Verwaltung ein. Diese Posten wurden (ebenso wie unter der Qing-Dynastie) lokal vergeben. Ihre Inhaber waren keine Taiping und hielten wenig bzw. nichts von deren Programmen, mitunter auch deswegen, weil sie schon vom alten Regime profitiert hatten. So bestanden die alten Beziehungen zwischen Landeigentümer und Pächter fort und wurden in den meisten Gebieten geduldet, da sich die Taiping keine Unterbrechung der Steuereinnahmen erlauben konnten. Allerdings sorgte ihre Anwesenheit dafür, dass der Steuerdruck in Landwirtschaft und Handel gemildert wurde und sich die Landeigentümer mit Teilzahlungen zufriedengeben mussten.
Besonderheiten der Taiping-Herrschaft gegenüber der Qing-Dynastie waren:
- Die Beamtenprüfung wurde teilweise modifiziert. Beamte wurden nicht mehr auf Kenntnis der Konfuzianischen Klassiker, sondern christlicher Themen geprüft.
- Das Privateigentum wurde offiziell abgeschafft, ebenso der Privathandel, es gab stattdessen gemeinsame Kassen und Getreidespeicher. Alles Land gehörte Gott bzw. in dessen Vertretung dem Staat und wurde von diesem zur Nutzung und Bearbeitung verteilt. Auch die Steuern wurden reduziert bzw. im Idealfall abgeschafft.
- Andere Verbote erfassten Opium-, Tabak- und Alkoholkonsum sowie Polygamie, Sklaverei und Prostitution.
- Der Mondkalender wurde durch den Sonnenkalender ersetzt, d. h., es gab eine 7-Tage-Woche mit sonntäglichem Gottesdienst.
- Die Gesellschaft wurde für klassenlos erklärt und die Geschlechter waren in allen wichtigen Belangen gleichgestellt (u. a. Verzicht auf die Praxis des Bindens der Füße von Frauen, Zuweisung von Land, Zugang zu bestimmten Ämtern). Der erhöhte gesellschaftliche Status der Frau wurde der Hakka-Kultur entlehnt, welche im Gegensatz zur Han-Kultur Frauen auch in der Rolle von Arbeiterinnen und Kämpferinnen sah. Diese Gleichstellung lief allerdings auf eine Lastengleichheit und nicht eine Gleichberechtigung heraus.[10]
- Einheit von militärischen, religiösen und administrativen Funktionen.

Der gewaltige Zulauf für die Taiping erklärt sich aus der sozialen Misere im ländlichen China. Hong beschäftigte sich daher nach 1853 auch mit einer Agrarreform, die allerdings nur auf dem Papier bestand. Er teilte das Land entsprechend seiner Fruchtbarkeit in Parzellen und verteilte es entsprechend der Anzahl der arbeitsfähigen Männer. Pro Familie wurden maximal fünf Hühner und zwei Schweine zugestanden. 25 Familien bildeten eine Gemeinschaft mit einer Kirche.

## Höhepunkt und Niedergang

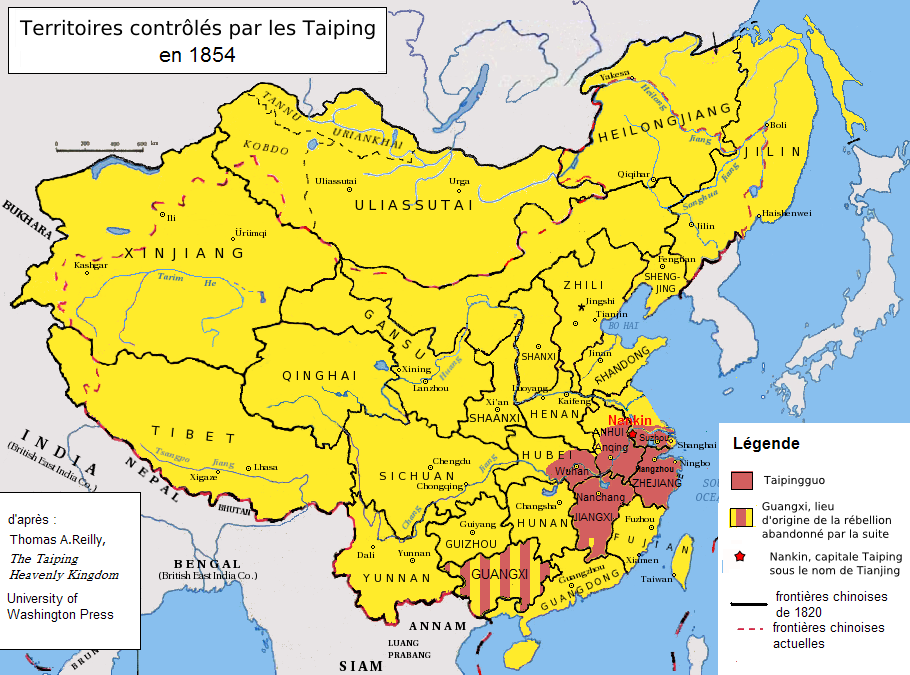
Ausdehnung des Aufstands

Nach der Eroberung Nanjings 1853 zog sich Hong Xiuquan aus der Politik und Administration zurück, um sich der Meditation zu widmen. Er verbrachte seine Zeit in seinem neuen Palast mit der Bartpflege und seinem Harem. Zu der Zeit umfasste das Gebiet des Himmlischen Königreichs die wichtigsten Teile von Süd- und Mittelchina und der Fall der Qing-Dynastie schien zum Greifen nahe.
Bald nach dem Fall von Nanjing rückten die Taiping im Mai 1853 gegen Peking vor. Sie kamen bis Tianjin. Der Mandschu-Kaiser und sein Hof flohen aus der Hauptstadt, aber überraschenderweise hielt Senggerinchin, ein mongolischer Befehlshaber, die Taiping mit nur 4500 Reitern auf. Die Moral unter den Truppen sank, der Winter brachte Nahrungsmangel und damit das Feldzugsende. Das Scheitern resultierte daraus, dass die Führung unter der Dominanz Yang Xiuqings in Nanjing das ökonomische und logistische Herz des Reiches sah und für die Eroberung Pekings nur beschränkt Kräfte und Mittel aufbieten wollte. Im Frühjahr 1855 wurden die Reste der Expedition vertrieben und die Qing-Dynastie überstand die Krise.
Ein vielleicht noch größerer Fehler war es, dass die Taiping Shanghai nicht einnahmen, das zuerst in die Hände der Klein-Schwert-Gesellschaft und dann 1855 (mit Hilfe der Franzosen) wieder an die Kaiserlichen fiel. So war kein Hafen unter Kontrolle der Aufständischen, weshalb man sich keine Unterstützung von außen sichern konnte. Aber entsprechende Verhandlungen scheiterten auch schon am Protokoll, denn die Taiping glaubten an ihren Vorrang.
Trotz des Scheiterns des Nord-Feldzuges 1853/54 expandierte das Taiping-Reich weiter, wobei die meisten Kämpfe im Tal des Jangtsekiang stattfanden. Dort versuchte der Mandarin Zeng Guofan für den Hof verloren gegangene Positionen zurückzuerobern. Seine sogenannte Xiang- bzw. Hunan-Armee schlug im Mai 1854 die Invasion von Hunan zurück, erlitt aber gegen den fünften Taiping-König Shi Dakai auch Niederlagen, so dass das Gebiet zwischen Wuchang und Zhenjiang zunächst in Taiping-Hand verblieb. Im Juni 1856 fügte Yang den Kaiserlichen bei Nanjing eine weitere schwere Niederlage zu.
Dann geriet die Taiping-Führung in einem blutigen Machtkampf aneinander. Besonders Yang, der „König des Ostens“, war gnadenlos und schickte ständig Menschen als „Himmlische Fackeln“ zu Gott. Hong Xiuquan entglitt die Macht und nach seinem Sieg bei Nanjing forderte Yang (der sich als Inkarnation des Heiligen Geistes verkaufte) seine Gleichstellung mit ihm. Aber Hong gelang es, einen anderen „König“ namens Wei Changhui aus dem Krieg zurückzurufen. Wei tötete Yang und massakrierte unter dem Vorwand einer öffentlichen Veranstaltung auch dessen Anhänger (September 1856). Dann ging Wei gegen Shi Dakai vor, der das Massaker an Yangs Anhang (angeblich ca. 20.000 Tote) angewidert missbilligt hatte, und löschte dessen Familie aus. Als Shi Dakais Truppen nun mit überwältigender Unterstützung auf Nanjing vorrückten, reagierte Hong Xiuquan schnell und schaltete Wei Changhui mit seinen eigenen Truppen aus. Dann machte er Shi Dakai zum Premier, aber der gab den Posten aufgrund der Palastintrigen (Hongs Familie) nach einem halben Jahr wieder auf.
Zu diesem Zeitpunkt wurde klar, dass das Taiping-Königreich weder die Dynastie stürzen noch die angehäuften Probleme lösen konnte. Die Führungsriege zerfleischte sich und predigte Regeln, an die sie sich selbst nicht hielt. Sie konnte in der Mittelschicht keinen Rückhalt finden und sich keine Unterstützung von außerhalb schaffen. Damit war sie zum Scheitern verurteilt, ihr Niedergang begann. Noch 1856 verlor das Taiping-Reich Wuchang, dann große Teile von Jiangxi und sah schließlich die Kaiserlichen wieder vor Nanjing.

## Das Ende der Taiping
Die Krise brachte aber auch eine neue Generation von Befehlshabern hervor. Der politische Kopf wurde nun Hong Rengan, ein Cousin Hong Xiuquans, der 1859 nach Nanjing kam und westlich ausgebildet war. Er schlug u. a. eine Modernisierung des Taiping-Prüfungssystems vor, wurde aber schon Anfang 1861 wieder fallengelassen. Als Militärbefehlshaber dienten Li Xiucheng und Chen Yucheng, die beide Königstitel bekamen. Im Mai 1860 scheiterte der kaiserliche Angriff auf Nanjing und brachte den Tod seiner Befehlshaber, und danach gingen die Taiping mit dem Ziel der Eroberung des Yangtse-Deltas bzw. der Küste wieder zur Offensive über.
Dabei gerieten sie mit den Kolonialmächten England und Frankreich in Konflikt. Diese waren zwar offiziell neutral. Inoffiziell missbilligten ihre Vertreter aber die zerstörerische Natur des Taiping-Aufstandes und seinen aus ihrer Sicht blasphemischen und unmoralischen Glauben. Sie befürchteten zudem, dass die Taiping nicht zu einer effektiven Regierung Chinas in der Lage seien und Wirtschaft und Handel ins Chaos stürzen würden. Zur Entschlossenheit zur Verteidigung der Handelshäfen, speziell Shanghais, kam daher bald eine Annäherung an die Interessen der Qing-Regierung. Das erschwerte den Taiping den Zugang zu modernen Waffen erheblich.
Als der Taiping-König Li Xiucheng im August 1860 (mit nur 3.000 Mann) Shanghai angriff, wurde er von Briten und Franzosen (1.200 Mann und einige Kanonenboote) zurückgeschlagen. Das brachte die lokale Gentry auf den Gedanken, zu ihrem Schutz zusätzlich eine Fremdenlegion unter F. T. Ward (und danach unter Charles Gordon) anzuwerben. Als Li Xiucheng nach der Besetzung von Ningbo und Hangzhou dann erneut vor Shanghai erschien, wurde er von den vereinigten Truppen der Briten, Franzosen und Wards aufgehalten, denen sich bald die Kaiserlichen unter Li Hongzhang anschlossen. Trotz eines Aufgebots von diesmal 50.000 Mann wurden die Taiping besiegt (Januar–August 1862).
Die Kaisertruppen wurden unter Zeng Guofan und dessen Schützling Li Hongzhang konsolidiert und zunehmend modernisiert und marschierten 1864 gegen das Taiping-Reich, das nach dem Fall des strategisch bedeutenden Flusshafens Anqing im September 1861 und dem Scheitern vor Shanghai eingekreist war. Hong überließ den Thron seinem minderjährigen Sohn Hong Tianguifu und verkündete, dass Gott die Hauptstadt Nanjing bzw. Tianjing verteidigen werde. Kurz vor der Eroberung der Stadt durch die kaiserlichen Truppen starb er womöglich an einer Lebensmittelvergiftung, nachdem er gegen den Lebensmittelmangel Unkräuter aus den Palastgärten verzehrt hatte. Auch ein Selbstmord durch Gift oder eine Vergiftung von fremder Hand wurden später diskutiert.
Nach dem Fall der Hauptstadt (19. Juli 1864) wurden die meisten Taiping-Prinzen von den Qing gefangen und hingerichtet.
Im Norden (im Bund mit den Nian-Rebellen bis 1868) und im Südwesten Chinas (mit den Miao bis 1872) jedoch ging der Kampf weiter, schließlich flohen zahlreiche Taiping-Rebellen nach Vietnam, wo sie noch 1884 als „Schwarzflaggen-Partisanen“ gegen die Franzosen kämpften.

## Filme
- The Warlords (Hongkong 2007) Spielfilm von Peter Ho-sun Chan.